# 船津村 (熊本県)
船津村（ふなつむら）は、熊本県の北部に位置していた村。

## 地理
- 河川：河内川

## 歴史
- 1889年4月1日 - 町村制施行により一村単独村政。
- 1902年4月1日 - 河内村、白浜村と合併し河内村となる。